# Whiskey on a Sunday
 (décembre 2022).
Si vous disposez d'ouvrages ou d'articles de référence ou si vous connaissez des sites web de qualité traitant du thème abordé ici, merci de compléter l'article en donnant les références utiles à sa vérifiabilité et en les liant à la section « Notes et références ».

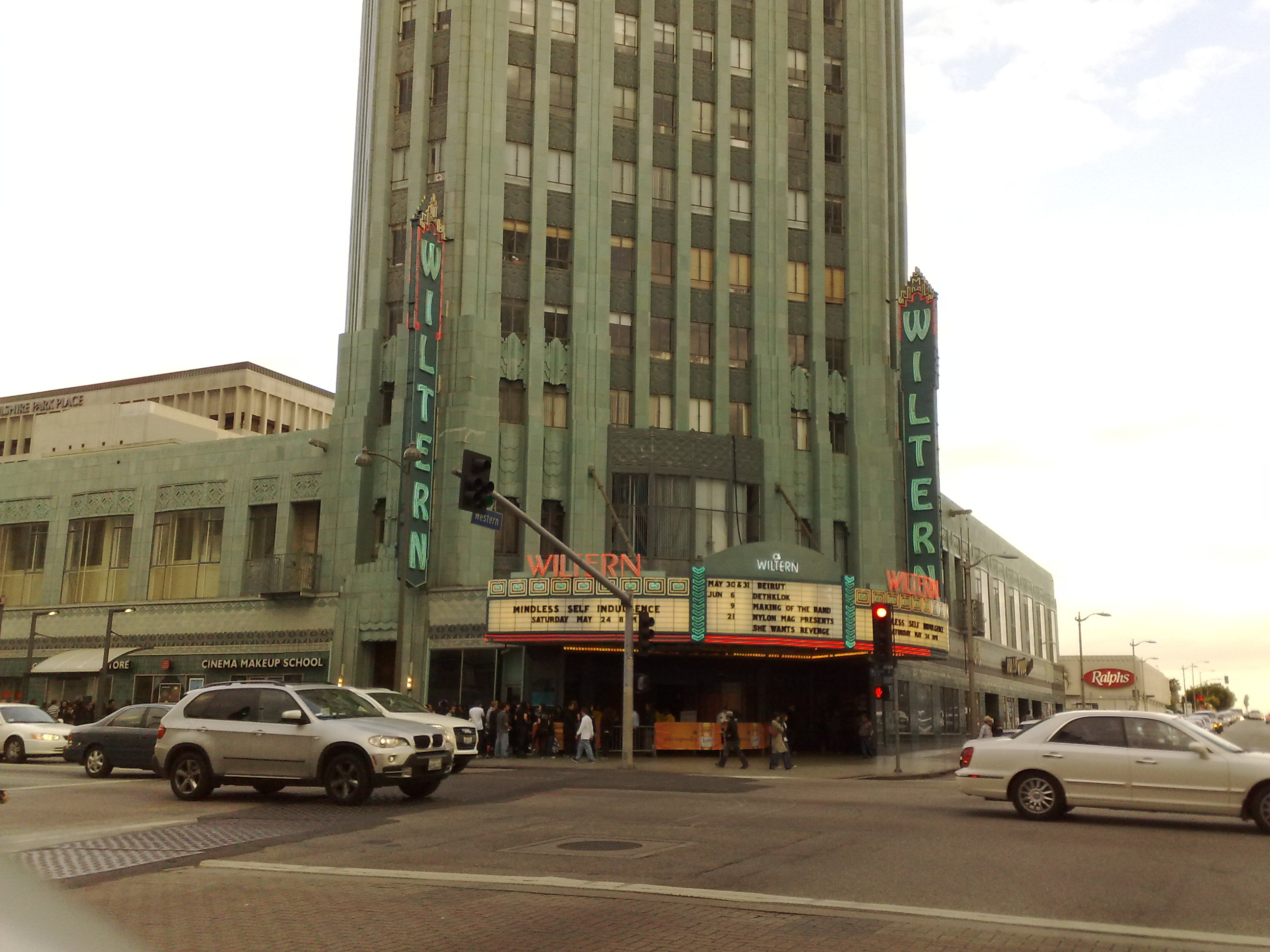
Entrée du Wiltern Theatre, où a été enregistrée une partie de l'album.

Whiskey on a Sunday est un album sorti en 2006 par le groupe de folk-punk américano-irlandais Flogging Molly. L'album, qui est accompagné d'un DVD documentaire, commence avec une version studio de "Laura" (jusqu'alors uniquement présente sur l'album Alive Behind the Green Door en version "Live"). Le reste de l'album est divisé en deux. Une première partie se compose des tubes de Flogging Molly en version acoustique. La deuxième partie comprend des chansons jouées en live au Wiltern Theatre, à Los Angeles. La pochette a été réalisée par Shepard Fairey.

## Liste des pistes
1. "Laura" (4:15)
2. "Drunken Lullabies" (acoustique) (4:55)
3. "The Wanderlust" (acoustique) (3:37)
4. "Another Bag of Bricks" (acoustique) (4:05)
5. "Tomorrow Comes a Day Too Soon" (acoustique) (3:39)
6. "The Likes of You Again" (live) (4:08)
7. "Swagger" (live) (2:14)
8. "Black Friday Rule" (live) (11:57)
9. "Within a Mile of Home" (live) (4:34)
10. "What's Left of the Flag" (live) (4:13)

## Contenu duDVD
Le DVD contient les scènes supplémentaires suivantes :
- "Badger", un court documentaire sur un technicien de Flogging Molly.
- "Dave in the Studio", Dave King chantant Light of a Fading Star en studio.
- "Gary", un court documentaire sur Gary Schwindt, le manager du groupe, et également frère du batteur de Flogging Molly, George Schwindt.
- "Joe and Matt", un court métrage de Matt Hensley et Joe Sib de SideOneDummy Records, en train de ne rien faire.
- "Outtakes"
- "Return to Molly Malone's", un extrait d'un concert donné par Flogging Molly pour la Fête de la Saint-Patrick au Molly Malone's Pub de Los Angeles, où le groupe joua pour la première fois.
- "Rebels of the Sacred Heart", en live au Wiltern Theatre.
- "Selfish Man", en live au Wiltern Theatre.